# لويس دبليو. ترومان
لويس دبليو. ترومان (بالإنجليزية: Louis W. Truman)‏ هو عسكري أمريكي، ولد في 20 يونيو 1908 في كانساس سيتي في الولايات المتحدة، وتوفي في 2 ديسمبر 2004 في أتلانتا في الولايات المتحدة.